# Graafschap Kessel
Het graafschap Kessel was een gebied in het noorden van het huidige Nederlands Limburg en enkele gebieden in Noordrijn-Westfalen. Het graafschap komt voort uit de Maasgouw, die na 900 uiteengevallen is in kleinere gebieden. De graven van Kessel zetelden in de burcht van Kessel aan de Maas, het latere kasteel Keverberg. Indien Kessel overeenkomt met Casallum, was Ansfried de Oudere een van deze graven. Zijn neefje Ansfried de Jongere zou de vader van Balderik, de eerste bekende graaf van Kessel, geweest zijn.
Graaf Hendrik V van Kessel, de laatste graaf die in Kessel resideerde, verkocht zijn bezittingen westelijk van de Maas in het latere Land van Kessel in 1279 aan graaf Reinald I van Gelre. De residentie van de "Graaf van Kessel" werd verplaatst naar Brüggen aan de andere zijde van de Maas, waar een nieuwe burcht werd gebouwd. De laatste graaf van Kessel, Walram van Kessel, stierf op 20 oktober 1304 en ligt begraven in Grevenbroich.
De Kesselse gebieden ten oosten van de Maas (Steyl en Tegelen, Grevenbroich, Boisheim, Gladbach en Brüggen), vielen na het uitsterven van de Kesselse dynastie door erfenis en aankoop tussen 1304 en 1307 aan de graven van Gulik.